# Рахан
Рахан (англ. Rahan; ирл. Raithean), или St. Mochuda — деревня и церковный приход в Ирландии. Расположена на берегах реки Clodagh примерно в 5 милях от Талламора в графстве Оффали (провинция Ленстер).
Основана в 595 году как монастырь. Территория заселялась большим числом монахов, которых в 636 году изгнал король Бреги Блатмак мак Аэдо Слане. Монастырь просуществовал долгое время и стал важным центром религиозного обучения. Некоторое время там жило более 800 монахов. Позднее St. Carthage, основатель, переехал в Лисмор, графство Уотерфорд, где он основал другой монастырь, который впоследствии стал важным и основным религиозным центром обучения монахов, принёсший христианство в большую часть Европы. Один из христианских святых, Declan, до сих пор почитается в Рахане как святой покровитель, а в Лисморе как покровитель епархии Уотерфорд и Лисмор.
В поселении первоначальные деревянные церкви были заменены каменными зданиями. Некоторые из этих зданий сохранились и по сей день. Рядом с кладбищем прихода Рахан можно увидеть старинные церкви, там, где местные называют Churchland («земля церквей»). В этом месте расположены протестантские и католические кладбища. Одна из церквей сохранена в углу католического кладбища и остатки другой можно увидеть дальше, в поле. В этой местности не разрешаются никакие работы, из-за чего отсутствует даже качественная дорога к кладбищу.
В центре Рахана близ моста через реку также можно увидеть остатки церковных зданий, датируемых XI и XII веками. Церковь, которую можно видеть с дороги, на какое-то время перешла в ведение Ирландской церкви после принятия в Ирландии закона, запрещающего практикование римско-католической веры, и иногда используемого сегодня.
У Рахана также давние связи с общиной иезуитов, которые в 1818 году основали там семинарию, и с Presentation Sisters, которые основали монастырь и школу (также в 1818 году). Оба монастыря и школа сохранились по настоящее время.